# Titus Pomponius Atticus
Titus Pomponius Atticus nebo Quintus Caecilius Pomponianus (110 př. n. l. – 31. března 32 př. n. l.) byl zámožný římský podnikatel, spisovatel, bankéř a mecenáš, blízký přítel Marca Tullia Cicerona, s nímž si po celý život dopisoval. I když nezastával žádný politický úřad, jako velmi bohatý muž měl značný vliv i na veřejné věci.

## Život a působení
O jeho životě víme jednak z Ciceronových dopisů, jednak z Attikova životopisu, který napsal Cornelius Nepos. Protože oba byli přátelé, je jeho životopis asi přikrášlen. Pocházel ze staré římské rytířské rodiny (eques) Pomponiů, vzdělával se společně s Ciceronem a dalšími aristokraty. Když se roku 88 př. n. l. jeho vzdálený příbuzný Publius Sulpicius Rufus postavil na stranu Populárů, přidal se Atticus k Sullovi, ale roku 86 raději odešel do Athén, kde zůstal až do roku 65. Věnoval se studiu a literatuře, koupil si velký statek a měl tam také lepší vyhlídky jako bankéř. Podporoval rekonstrukci města, nedávno pobořeného právě Sullou. Podporoval tam chudé, takže byl oslavován jako dobrodinec, získal přízvisko Atticus a nabídli mu i občanství, které ovšem nepřijal.
Za občanských válek na konci republiky zůstal jako důsledný epikúrovec neutrální, jen roku 63 po odhalení Catilinova spiknutí podpořil Cicerona a roku 57 mu pomohl, aby se směl vrátit z vyhnanství. Roku 56 se oženil s Caecilií Pilií a měl s ní syna a dceru. Ta si vzala vojevůdce a politika M. Vipsania Agrippu, ale patrně brzy zemřela. Za Cesarovy vlády zůstal stát stranou, po smrti Marca Antonia pomáhal jeho vdově Fulvii, když chtěla očistit jeho památku. Těžce nemocen ukončil svůj život roku 32 př. n. l. tím, že přestal jíst.

## Dílo
Jako bankéř a podnikatel měl i svoji písárnu, kde vyšla většina Ciceronových spisů. Sám napsal Liber annalis, podrobný přehled římských dějin, a knihu římských genealogií Familiarum origines, obojí se však nedochovalo. Také jeho dopisy Ciceronovi se ztratily.